# Förenta nationernas toppmöte om hållbar utveckling 2002
Förenta nationernas konferens om miljö och utveckling (på engelska: The United Nations World Summit on Sustainable Development), även känd som Earth Summit 2002, Rio+10, var en FN-konferens som hölls i Johannesburg i Sydafrika, mellan 26 augusti till 4 september 2002, tio år efter FN-konferensen som hölls i Rio de Janeiro med liknande tema.  Konferensens fokus var hållbar utveckling och var FN:s största evenemang fram till dess. Över 22 000 människor deltog.
Frankrikes tidigare president Jacques Chirac höll ett uppmärksammat tal vid konferensen, vid namn Notre maison brûle et nous regardons ailleurs som handlade om bland annat miljöförstöring och global uppvärmning.